# Proceratium lattkei
Proceratium lattkei (лат.) — вид мелких муравьёв из подсемейства Proceratiinae (Formicidae). Эндемики Венесуэлы. Назван в честь мирмеколога John Lattke, собравшего типовой материал.

## Распространение
Венесуэла (Южная Америка).

## Описание
Мелкие муравьи с загнутым вниз и вперёд кончиком брюшком (длина рабочих до 4,82 мм; длина глаз составляет 0,08 мм). От близких видов отличается следующими признаками: наличник не окружает усиковую впадину, медиально редуцированный, треугольной формы; проподеум сверху без припухлости; передние голени без толстого базального шипа. Глаза состоят из одной большой выпуклой фасетки. Средние голени с гребенчатыми шпорами. Нижнечелюстные щупики 3-члениковые, нижнегубные щупики состоят из 2 сегментов. Окраска коричневая. Предположительно, как и другие близкие виды охотятся на яйца пауков и других членистоногих.

## Классификация
Относится к группе видов из клады Proceratium micrommatum, наиболее близок к виду Proceratium transitionis. Также сходен с членами видовой группы Proceratium goliath group (клада Proceratium stictum).